# Sainte-Ramée
Sainte-Ramée település Franciaországban, Charente-Maritime megyében. Lakosainak száma 114 fő (2022. január 1.). Sainte-Ramée Saint-Ciers-du-Taillon, Saint-Dizant-du-Gua és Saint-Thomas-de-Conac községekkel határos.

## Népesség
A település népessége az elmúlt években az alábbi módon változott:
| Lakosok száma | 186  | 175  | 144  | 125  | 136  | 126  | 121  | 116  | 114  | 114  |
|               | 1968 | 1982 | 1990 | 2006 | 2013 | 2015 | 2017 | 2019 | 2020 | 2022 |